# Косолаповское сельское поселение
Косола́повское се́льское поселе́ние — муниципальное образование (сельское поселение) в Мари-Турекском районе Марий Эл.
Административный центр — село Косолапово.

## Население
| 2010  | 2011  | 2012  | 2013  | 2014  | 2015  | 2016  |
| ----- | ----- | ----- | ----- | ----- | ----- | ----- |
| 3124  | ↘3101 | ↘3030 | ↘2935 | ↘2839 | ↘2784 | ↘2750 |
| 2017  | 2018  | 2019  | 2020  | 2021  | 2023  |       |
| ↘2698 | ↘2662 | ↘2627 | ↘2540 | ↘2363 | ↘2270 |       |

## Состав поселения
- Азянково (деревня) — 132[3]
- Акпатырево (деревня) — 76[3]
- Арып-Мурза (деревня) — 117[3]
- Большая Вочерма (деревня) — 89[3]
- Большие Коршуны (деревня) — 0[3]
- Большой Руял (деревня) — 54[3]
- Вошма (деревня) — 61[3]
- Козлоял-Сюба (деревня) — 5[3]
- Косолапово (село, административный центр) — 1560[3]
- Кукарск (деревня) — 7[3]
- Малая Мунамарь (деревня) — 120[3]
- Малинкино (деревня) — 28[3]
- Нижний Руял (деревня) — 47[3]
- Орсюба (деревня) — 64[3]
- Письменер (деревня) — 58[3]
- Пумарь (деревня) — 17[3]
- Сабактур (деревня) — 59[3]
- Средний Руял (деревня) — 36[3]
- Сысоево (деревня) — 523[3]
- Чуриково (деревня) — 55[3]
- Шуварово (деревня) — 16[3]